# Liste der Baudenkmäler in Dombühl
Auf dieser Seite sind die Baudenkmäler in dem mittelfränkischen Markt Dombühl zusammengestellt. Diese Tabelle ist eine Teilliste der Liste der Baudenkmäler in Bayern. Grundlage ist die Bayerische Denkmalliste, die auf Basis des Bayerischen Denkmalschutzgesetzes vom 1. Oktober 1973 erstmals erstellt wurde und seither durch das Bayerische Landesamt für Denkmalpflege geführt wird. Die folgenden Angaben ersetzen nicht die rechtsverbindliche Auskunft der Denkmalschutzbehörde.
 Diese Liste gibt den Fortschreibungsstand vom 15. April 2020 wieder und enthält zehn Baudenkmäler.

## Baudenkmäler nach Gemeindeteilen

### Dombühl
| Lage                                                  | Objekt                                       | Beschreibung | Akten-Nr.                       | Bild           |
| ----------------------------------------------------- | -------------------------------------------- | --- | ------------------------------- | -------------- |
| Am Markt 2 (Standort)                                 | Rathaus                                      | Zweigeschossiger Walmdachbau in verputztem Fachwerk über massivem Erdgeschoss mit Dachreiter, 19. Jahrhundert. | D-5-71-137-2 Wikidata           | weitere Bilder |
| Rosenau 21 (Standort)                                 | Evangelisch-lutherische Pfarrkirche St. Veit | Ehemalige Wehr- und Chorturmkirche, Saalbau mit eingezogenem Rechteckchor im Turm mit Geschossgesims und Spitzhelm, Sakristeianbau im nördlichen Chorwinkel, Emporenaufgang und Westvorzeichen, mit verzahnter Eckquaderung, Fenster- und Türöffnungen sowie Gesimse aus Haustein, im Kern wohl 14. Jahrhundert, mit späteren Veränderungen und Anbauten; mit Ausstattung. | D-5-71-137-1 Wikidata           | weitere Bilder |
| Rosenau 21 (Standort)                                 | Friedhofsbefestigung                         | Annähernd ovale Festungsmauer mit runden und eckigen Türmen und Schießscharten, 14. Jahrhundert. | D-5-71-137-1 zugehörig Wikidata | weitere Bilder |
| an der Straße nach Dorfgütingen (Standort)            | Steinkreuz, wohl Sühnekreuz                  | Spätmittelalterlich. | D-5-71-137-3                    | BW             |
| Bahnstrecke Nürnberg–Crailsheim, km 67,701 (Standort) | Wasserdurchlass                              | schmaler Gewölbegang aus Natursteinquadermauerwerk, 1874 | D-5-71-137-13                   | BW             |

### Bortenberg
| Lage                    | Objekt   | Beschreibung | Akten-Nr.             | Bild |
| ----------------------- | -------- | --- | --------------------- | ---- |
| Bortenberg 5 (Standort) | Wohnhaus | Zweigeschossiger Satteldachbau mit Obergeschoss und Giebel in Fachwerk mit Mannfiguren über massivem Erdgeschoss, frühes 18. Jahrhundert. | D-5-71-137-5 Wikidata | BW   |

### Kloster Sulz
| Lage                                | Objekt                                                                                           | Beschreibung | Akten-Nr.                        | Bild           |
| ----------------------------------- | ------------------------------------------------------------------------------------------------ | --- | -------------------------------- | -------------- |
| Bergstraße 16 (Standort)            | Wohnhaus                                                                                         | Zweigeschossiger Krüppelwalmdach mit offenem Fachwerkgiebel, 18. Jahrhundert, stark überformt. | D-5-71-137-9 Wikidata            | BW             |
| Hauptstraße 10 (Standort)           | Ehemaliges Pfarrhaus, jetzt evangelisch-lutherischer Gemeindesaal                                | Zweigeschossiger Walmdachbau mit Gurtgesimsen und rundbogigen Fenster- und Türöffnungen aus Haustein, 1837ff. | D-5-71-137-8 Wikidata            | weitere Bilder |
| Klosterweg (Standort)               | Friedhofsmauer                                                                                   | Ausgehendes 19. Jahrhundert. | D-5-71-137-7 Wikidata            | weitere Bilder |
| Klosterweg (im Friedhof) (Standort) | Kruzifix                                                                                         | Unterlebensgroßer Corpus im Dreinageltypus, 1892. | D-5-71-137-7 zugehörig Wikidata  | weitere Bilder |
| Klosterweg 2 (Standort)             | Ehemalige Klostermühle                                                                           | Erdgeschossiger Halbwalmdachbau mit hohem Fachwerkgiebel und Zwerchhaus in Fachwerk über massivem Erdgeschoss, um 1556 (dendrochronologisch datiert), Fachwerkgiebel im Osten um 1700 erneuert, Dacherker wohl ebenfalls um 1700 aufgesetzt, im 19. Jahrhundert wohl weitere Veränderungen. | D-5-71-137-10 Wikidata           | weitere Bilder |
| Klosterweg 2 a (Standort)           | Nebengebäude der ehemaligen Klostermühle                                                         | Erdgeschossiger Walmdachbau mit Hausteinelementen, 18. Jahrhundert. | D-5-71-137-10 zugehörig Wikidata | weitere Bilder |
| Klosterweg 5, 7 (Standort)          | Ehemaliges Klostergebäude, jetzt Kindergarten                                                    | Zweigeschossiger Satteldachbau in verputztem Fachwerk über massivem Erdgeschoss mit Spitzbogentür und spitzbogigem Kellerabgang aus Haustein, im Kern 14. Jahrhundert, Dachwerk wohl um 1550, stark verändert. | D-5-71-137-6 zugehörig Wikidata  | weitere Bilder |
| Klosterweg 9 (Standort)             | Ehemalige Prämonstratenserinnenstiftskirche, jetzt evangelisch-lutherische Pfarrkirche St. Maria | Gotische, einschiffige Anlage mit dreiseitig geschlossenem Chor mit angesetzten Strebepfeilern, Westturm mit verstäbtem Portal, Oktogon und Zwiebelhaube sowie mit Sakristeianbau südlich am Chor und verzahnter Eckquaderung, Klostergründung um 1200, Neubau nach Zerstörung erstes Viertel 14. Jahrhundert, nach mehreren Zerstörungen 1501 (bezeichnet), 1525 (bezeichnet) und schließlich 1573 (bezeichnet) als Pfarrkirche wiederhergestellt; mit Ausstattung. | D-5-71-137-6 Wikidata            | weitere Bilder |

### Keinem Gemeindeteil zugeordnet
| Lage                                                                     | Objekt | Beschreibung | Akten-Nr.     | Bild |
| ------------------------------------------------------------------------ | --- | --- | ------------- | --- |
| Gemeindeholz (Standort)                                                  | Teil der Grenzsteinreihe auf der neuen Landesgrenze zwischen dem Königlich Preußischen Fürstentum Ansbach und dem Fürstentum Hohenlohe-Schillingsfürst | Stelen aus Sandstein, oben abgerundet, bezeichnet mit "PG/HG", versetzt 1804, zum Teil umgearbeitete ältere Fraischsteine | D-5-71-137-12 | BW |
| Gemeindeholz (Standort)                                                  | Teil der Grenzsteinreihe auf der neuen Landesgrenze zwischen dem Königlich Preußischen Fürstentum Ansbach und dem Fürstentum Hohenlohe-Schillingsfürst | Stelen aus Sandstein, oben abgerundet, bezeichnet mit "PG/HG", versetzt 1804, zum Teil umgearbeitete ältere Fraischsteine | D-5-71-137-12 | BW |
| Bergfeld (Standort)                                                      | Teil der Grenzsteinreihe auf der neuen Landesgrenze zwischen dem Königlich Preußischen Fürstentum Ansbach und dem Fürstentum Hohenlohe-Schillingsfürst | Stelen aus Sandstein, oben abgerundet, bezeichnet mit "PG/HG", versetzt 1804, zum Teil umgearbeitete ältere Fraischsteine | D-5-71-137-12 | BW |
| Bei der Höfstettermühle (Standort)                                       | Teil der Grenzsteinreihe auf der neuen Landesgrenze zwischen dem Königlich Preußischen Fürstentum Ansbach und dem Fürstentum Hohenlohe-Schillingsfürst | Stelen aus Sandstein, oben abgerundet, bezeichnet mit "PG/HG", versetzt 1804, zum Teil umgearbeitete ältere Fraischsteine | D-5-71-137-12 | BW |
| Bergfeld; Kellerberg (Standort)                                          | Teil der Grenzsteinreihe auf der neuen Landesgrenze zwischen dem Königlich Preußischen Fürstentum Ansbach und dem Fürstentum Hohenlohe-Schillingsfürst | Stelen aus Sandstein, oben abgerundet, bezeichnet mit "PG/HG", versetzt 1804, zum Teil umgearbeitete ältere Fraischsteine | D-5-71-137-12 | BW |
| Bauernfeld (Standort)                                                    | Teil der Grenzsteinreihe auf der neuen Landesgrenze zwischen dem Königlich Preußischen Fürstentum Ansbach und dem Fürstentum Hohenlohe-Schillingsfürst | Stelen aus Sandstein, oben abgerundet, bezeichnet mit "PG/HG", versetzt 1804, zum Teil umgearbeitete ältere Fraischsteine | D-5-71-137-12 | BW |
| Roßkopf; Von Ziegelhaus nach Leipoldsberg (Standort)                     | Teil der Grenzsteinreihe auf der neuen Landesgrenze zwischen dem Königlich Preußischen Fürstentum Ansbach und dem Fürstentum Hohenlohe-Schillingsfürst | Stelen aus Sandstein, oben abgerundet, bezeichnet mit "PG/HG", versetzt 1804, zum Teil umgearbeitete ältere Fraischsteine | D-5-71-137-12 | BW |
| Rote Egert-Brünnlesranken-Sauhagranken-Dietrichsbuck; Roßkopf (Standort) | Teil der Grenzsteinreihe auf der neuen Landesgrenze zwischen dem Königlich Preußischen Fürstentum Ansbach und dem Fürstentum Hohenlohe-Schillingsfürst | Stelen aus Sandstein, oben abgerundet, bezeichnet mit "PG/HG", versetzt 1804, zum Teil umgearbeitete ältere Fraischsteine | D-5-71-137-12 | [[Vorlage:Bilderwunsch/code!/C:49.277932,10.285105!/D:Rote Egert-Brünnlesranken-Sauhagranken-Dietrichsbuck; Roßkopf, Teil der Grenzsteinreihe auf der neuen Landesgrenze zwischen dem Königlich Preußischen Fürstentum Ansbach und dem Fürstentum Hohenlohe-Schillingsfürst!/\|BW]] |

## Ehemalige Baudenkmäler
In diesem Abschnitt sind Objekte aufgeführt, die früher einmal in der Denkmalliste eingetragen waren, jetzt aber nicht mehr. Objekte, die in anderem Zusammenhang also z. B. als Teil eines Baudenkmals weiter eingetragen sind, sollen hier nicht aufgeführt werden. Aktennummern in diesem Abschnitt sind ehemalige, jetzt nicht mehr gültige Aktennummern.

| Lage                               | Objekt               | Beschreibung                                  | Akten-Nr.             | Bild |
| ---------------------------------- | -------------------- | --------------------------------------------- | --------------------- | ---- |
| Bortenberg Bortenberg 3 (Standort) | Stattliches Wohnhaus | Fachwerkobergeschoss, frühes 18. Jahrhundert. | D-5-71-137-4 Wikidata | BW   |